# Flirrt
Flirrt je slovenska pop rock skupina, ki je nadaljevanje skupine Flirt.

## Zgodovina

### Flirt
Prvi album je nosil zvok tedanjega brit-popa. Člani so bili v povprečju stari okoli 19 let, nekateri od njih, pevec in klaviaturist pa še sploh nista bila polnoletna. Vodilni singl z albuma je bil »Jutranji striptiz«.
Z albumom Modroplavo (1998) so se prebili med znane skupine in sicer s singloma »Ko je ni«, ki je bil celo najbolj vrtena pesem leta 1999, in »Njena balada«. Sama plošča je imela v primerjavi s tema singloma new wave zvok in predvsem nostalgijo 80's, podobno glasbi skupin Duran Duran, Spandau Ballet in U2.
S tretjo ploščo Univerzum (2000) je skupina postala ena najbolj popularnih slovenskih pop skupin in skupin nasploh. Hiti so bili »Inja«, »Koga sanja«, nosilna »Romeo in Julija«, »Poljubi me« in »Prvič«. Plošča je v smislu zvoka in intelektualne ravni verjetno najmanj močna, kljub temu pa so Flirt z melanholičnostjo tako v tekstih kot tudi v sami glasbi dosegli vrh popularnosti.
Na vrhu popularnosti in v pripravi novega albuma je skupino zapustil frontman skupine in avtor vseh besedil ter večine glasbe Rok Lunaček, kar je posledično botrovalo, da je skupina prenehala z delovanjem.
Člani skupine Flirt so bili Rok Lunaček (vokal), Luka Vunduk (kitara), Katarina Nastezka (bobni), Peter Petač (bas), Peter Vdovč (klaviature), Roman Vukina (bas), Uroš Škrl (bas), Robert Kralj (bobni).

### Flirrt
Leta 2009 se je skupina Flirt ponovno zbrala. Imenu Flirt so dodali črko R, saj niso v isti zasedbi: Flirrt. Od stare zasedbe Flirt sta se ji vnovič pridružila vokalist in avtor pesmi Rok Lunaček ter bobnarka Katarina. K rednim članom pa je bil dodan kitarist David Stritar (med drugim tudi kitara pri rock skupini Rattle snake).
Šesti album Izpod kovtra je hkrati tudi prvi akustični album skupine, ki naj bi po besedah članov nastal kot posledica sodelovanja z Juretom Longyko v oddaji Izštekani. Longyka je namreč Flirrt povabil na koncert Izštekanih20 (20. obletnica Izštekanih) v Kino Šiško, decembra 2013, nato pa so Flirrt gostovali še kot osrednji gosti v oddaji Izštekani, januarja 2014. Flirrt so ob 20. obletnici oddaje posneli pesem Izštekani, ki pa so jo vnovič izvedli v januarski oddaji 2014, ko so bili osrednji gostje in potem še konec leta 2014, ko je bila pesem Izštekani bis na koncertu v Kino Šiški, na koncertu Izštekanih 10 in so se jim na odru pridružili še glasbeni prijatelji (Hamo, Tinkara Kovač, Katarina Juvančič in Denis Horvat na čelu z Big Band RTV Slovenija).
Ob 20. obletnici skupine, leta 2017, je izšel prvi del dvojnega albuma Jekyll&Hyde. Prvi napovednik dvojnega albuma je bila pesem 'Ne trezen, ne pijan'. Drugi singel je bil duet z Janezom Zmazkom - Žanom, pesem 'Z levo nogo vstat'. Sledil je singel, ki je swing, jazz, pop, etno pesem 'Nekoč sva se pa rada imela', pri kateri so fantje sodelovali s priznanim harmonikašem, Juretom Torijem. Temu je sledila parodija 'Kristina', za katero je skupina posnela tudi video. Nato pa so znova izdali singel z Juretom Torijem z naslovom 'Nimaš kaj za zgubit, sledil je singel 'Punca v belem', potem nostalgična pesem '20 let nazaj'. Leta 2021 so posneli priredbo lastne zimzelene 'Romeo in Julija', ki je bila 5 tednov najbolj predvajana skladba. Sledila je pesem 'Ko leživa' in potem še priredba pesmi 'Ona 2023'. 
Jeseni 2023 je bend izdal pesem 'Kometa', kateri je spomladi 2024 sledila še pesem 'Ostani za vedno'. Najnovejši singel je bil izdan jeseni 2024 - Za naju. Za v 2025 napovedujejo osmi studijski album, ki bo izšel na velikem koncertu v ljubljanskih Križankah.  

## Singli

### Flirt
- Dotik neba
- Jutranji striptis
- Ko je ni
- Njena balada (v meni in tebii)
- Inja
- Koga sanja
- Romeo in Julija
- Ona
- Poljubi me
- Na peronu

### Flirrt
- Zbiram vse, kar nosila je
- V mojem telesu
- Konec
- Preden greš še mal ostan
- Zate bi snel dol nebo
- Horizont
- Klovn - duet s Tinkaro Kovač
- Najin dan
- Popolno
- Noben ni sam
- Grem
- Idealno slovo
- Male *****rije
- Ne trezen, ne pijan
- Z levo nogo vstat - duet z Janezom Zmazkom - Žanom
- Nekoč sva se pa rada imela - feat. Jure Tori (harmonika)
- Kristina
- Nimaš kaj za zgubit - feat. Jure Tori (harmonika)
- Punca v belem
- Velika budala - feat. Orlek
- 20 let nazaj
- Romeo in Julija 2021 (ob 20.letnici skladbe)
- Kako si kaj?
- Ko leživa
- Ona (2023)
- Kometa
- Ostani za vedno
- Za naju
- Vse je v redu

## Albumi

### Flirt
- Frizerski salon (1997)
- Modroplavo (1998)
- Univerzum (2000)

### Flirrt
- Horizont (2010)
- Lajf (april 2013; Street13)
- Izpod kovtra (marec 2014)
- Jekyll & Hyde (CD1 & CD2; oktober 2017 in februar 2018)

## Videospoti
- Jutranji striptiz
- Ko je ni
- Ona
- Poljubi me
- V mojem telesu
- Najin dan
- Grem
- Nekoč sva se pa rada imela
- Nimaš kaj za zgubit
- A ni super živet
- Romeo in Julija 2021
- Kako si kaj?
- Ko leživa
- Ona (2023)
- Kometa
- Ostani za vedno
- Za naju
- Vse je v redu